# Илийский тракт (Алма-Ата)
Илийский тракт расположен в Илийском районе и в Турксибском, это старый въезд в город Алма-Ату до строительства Капчагайского водохранилища в 1970 году, ныне его заменила трасса А3. За Жетыгеном трассу разделяет устье речки Каскелен. Западнее тракта проходит Турксиб. Начинается от улицы Лавренёва в микрорайоне Жулдыз и через 50 км заканчивается у Капчагайского водохранилища.

## История
Ранее назывался Копальский тракт, в городе его переименовали в Проспект Суюнбая.
Для автомобилистов это КВ-15, старое название Ал-17.
В 1857 году в 46 вёрстах к северу от города Верного (ныне Алма-Ата) на тракте был поставлен почтовый пикет, называемый Кутентайский. В 1873 году на месте пикета основано одноимённое (Кутентайское) крестьянское поселение, со временем ставшее городом Алатау (ранее село Николаевка, Жетыген).

## Расположение
Трасса пересекает посёлки Покровка, Утеген батыра (Энергетический), Байсерке (Дмитриевка).
Перекрёстки: Кв-20, Р-19.

### Развязки
- БАКАД
- Хоргоский тракт

## Примечательные сооружения
Арсенал в Жетыгене.

## Транспорт
- 220 — станция Николаевка;
- 223 — Туганбай (Фрунзе).